# Pascal Vasselin
Pascal Vasselin (né le 7 mai 1967 à Rueil-Malmaison) est un réalisateur, journaliste et scénariste français.

## Biographie
Diplômé de l'Institut d'études politiques de Paris et du Centre de Formation des Journalistes, Pascal Vasselin a signé des documentaires de long métrage, plusieurs fois primés et diffusés par une vingtaine de chaînes de télévision françaises et étrangères. 
Parmi ses films : La fabrique de l'ignorance (une enquête sur les entraves volontaires ou involontaires au progrès scientifique, film réalisé avec Franck Cuveillier et écrit avec Stéphane Foucart et Mathias Girel) ; La bataille de Washington (une chronique de la présidence de Donald Trump et de sa confrontation avec les institutions américaines, film réalisé avec Jacques Charmelot) ; Le rêve suspendu (film fondé sur un entretien avec Kofi Annan) ; L'aventure Hermione (le récit de l'aventure humaine qui a permis la reconstruction et le voyage en 2015 de cette frégate du XVIIIe siècle) ; Le pouvoir FMI (tourné pendant six mois au cœur des négociations entre le FMI et ses pays membres, notamment la Russie) ; Faites sauter la banque (le film démonte les rouages humains et financiers de la spéculation) ; Alya (l'histoire d'une famille qui quitte la Picardie pour Israël) ; Pigalle (une chronique tournée pendant un an dans ce quartier parisien) ; Tortionnaire (le film, réalisé avec Frédéric Brunnquell, fait parler cinq anciens tortionnaires).
Il a collaboré durant dix ans à des émissions de reportage (La Marche du Siècle sur France 3, 24 heures sur Canal+, Envoyé Spécial sur France 2, Transit et Arte Info sur Arte).
Il a également réalisé des films publicitaires pour des enseignes françaises et des ONG. 

## Filmographie
- 1993 : Politique, que dire à nos enfants ?
- 1995 : La moitié de la route
- 1995 : Énarque à vie
- 1996 : Rythmes caraïbes
- 1997 : Vie de toubib
- 1998 : Good morning Israel
- 1999 : Tortionnaire
- 1999 : Le pouvoir FMI
- 1999 : FMI-Russie, l'enjeu
- 2001 : L'étrange destin du colonel Jing Xing
- 2002 : Faites sauter la banque
- 2003 : Alya
- 2004 : Crimes suprêmes à Shanghai
- 2005 : Saddam Hussein, le meilleur ennemi de l’Amérique
- 2007 : Pigalle
- 2008 : Les voix du désert
- 2009 : Sur la terre douce et brute
- 2010 : Le rêve suspendu
- 2010 : Une aube africaine
- 2010 : Manu Dibango
- 2013 : En attendant l'enfer
- 2014 : Brésil, un long chemin vers le futur
- 2015 : L'aventure Hermione
- 2018 : La bataille de Washington
- 2021 : La fabrique de l'ignorance

## Prix et distinctions
- 1991 : Prix jeune reporter du Festival du scoop et du journalisme
- 1994 : Premier prix franco-allemand du journalisme
- 1995 : Prix du grand reportage de la nuit des yeux d'or
- 1996 : Prix du montage du Festival du grand reportage d'actualité-FIGRA
- 1999 : Prix Olivier Quemener-RSF -FIGRA
- 1999 : Lauriers d'or du Sénat
- 1999 : Mention spéciale du jury, -FIGRA
- 2000 : Prix du Festival de Monte-Carlo
- 2000 : Prix Tezenas du Moncel
- 2002 : Mention speciale du jury -FIGRA
- 2004 : Prix du documentaire du Festival du scoop et du journalisme
- 2006 : Étoiles de la Scam
- 2008 : Toura d'or
- 2013 : Prix des formats spéciaux, festival Dimension 3 (films en 3D)
- 2021 : Grand Prix Science Télévision, Prix des lycéens et Prix des étudiants du Festival International du film scientifique Pariscience
- 2021 : Discovery Award, Goethe Institut Science Film Festival